# Clear Lake (Jefferson County, New York)
Der Clear Lake ist ein kleiner See im Flusssystem des Sankt-Lorenz-Stroms. Er liegt unweit östlich von Plessis im Jefferson County des US-Bundesstaats New York. 

## Nutzung
Mindestens folgende zehn Fischspezies leben im Clear Lake, in dem vor allem im Winter geangelt wird: Forellenbarsch, Schwarzbarsch, Amerikanischer Zander, Hecht, Schwarzflecken-Sonnenbarsch, Blauer Sonnenbarsch, Katzenwels, Amerikanischer Flussbarsch, Steinbarsch und Kürbiskernbarsch.
Während das Nordufer des Sees zum großen Teil mit Wald bestanden ist, sind am südlichen Ufer Häuser zu finden, die zur Town Alexandria gehören; im Westen befindet sich eine Bootsrampe. Der Clear Lake hat drei sehr kleine Zuflüsse, zwei im Süden und einen im Norden. Sein im Nordosten gelegener Abfluss wird durch einen kleinen Damm reguliert.